# Urdz
Urdz o Urtsadzor va ser un districte de la província de l'Airarat amb capital a Urdz o Urtz o Urts o Urtz a la riba del riu Urtz que desaigua a l'Araxes.
El districte limitava al nord amb el Vostanaiots; a l'oest amb l'Eufrates que el separava del Masiatsun; al sud amb l'Arats; i a l'est amb el Gelarquniq (a la Siunia).
Els nakharark, els nobles que governaven el país, pertanyien a la família dels Urtzetsi. L'any 451, quan hi va haver la rebel·lió religiosa d'Ingilena, el territori era governat per Narses Urtzetsi.